# Kurt Eckels
Kurt Karl Gustav Eckels (* 26. Juli 1911 in Bramsche; † 8. Dezember 1990 in Celle) war ein deutscher evangelisch-lutherischer Theologe und ab 1964 Superintendent der Evangelisch-Lutherischen Landeskirche Hannover. In diesem Amt war er 12 Jahre lang an der Marktkirche St. Nikolai in Rinteln tätig, die heute zum Sprengel Hannover gehört.

## Leben
Kurt Eckels wurde als Sohn des Rechtsanwalts, Notars und amtierenden Bürgermeisters der Stadt Bramsche, Erich Eckels, und seiner Frau Grete, geb. Streckewald, geboren. Er hatte zwei Geschwister: Gisela (* 1914) und Wilhelm Max (* 13. Januar 1917). Sein Vater starb am 13. Januar 1918 im Alter von 38 Jahren. Ab 1920 besuchte Kurt Eckels das Kaiser-Wilhelm-Gymnasium in Hannover, wo er 1930 das Abitur erwarb. 1925 war seine Mutter im Alter von 37 Jahren gestorben.
Ab 1930 studierte er Evangelische Theologie in Tübingen, Berlin, Bonn und Göttingen; 1934 legte er die erste Examensprüfung ab und besuchte vom 1. Oktober 1934 bis zum 10. Oktober 1936 das Predigerseminar Erichsburg.  Er schloss die 2. theologische Prüfung am 23. September 1936 ab. Am 14. Oktober 1936 wurde er im Henriettenstift in Hannover ordiniert.
Anschließend wurde Eckels ab dem 15. Oktober 1936 als Hilfsgeistlicher und Stadtvikar in Neu-Ulm eingesetzt, am 15. Oktober 1937 wurde er Hilfsgeistlicher in Papenburg. Einen Monat später, am 16. November 1937, bekam er dort eine feste Pfarrstelle.
1942 trat Eckels in die Wehrmacht ein und wurde in einer Infanterieeinheit an der Ostfront eingesetzt. Am 10. April 1945 erlitt er bei Gefechten eine Kopfverletzung, am 14. April 1945 verlor er bei Kampfhandlungen sein linkes Auge. Im Rahmen des militärischen Rückzugs gelangte er nach Dänemark, wo er trotz der Verwundung erneut einen Einsatzbefehl erhielt.
Kurt Eckels wurde mit dem Eisernen Kreuz I. und II. Klasse ausgezeichnet, außerdem besaß er das Infanteriesturmabzeichen in Silber. Wegen des Verlusts seines Auges wurde ihm zudem das Verwundetenabzeichen in Silber  verliehen.
Im Juli 1945 wurde ein Strafverfahren nach § 175 StGB (sogenannter „Schwulenparagraf“) gegen Eckels geführt. Das Verfahren wurde vor dem Heeresgericht in Kopenhagen verhandelt. Eckels wurde am 1. August aus dem Kirchendienst entlassen und am 20. August 1945 zu einer achtzehnmonatigen Haftstrafe verurteilt. Er wurde am 31. August 1945 nach Putlos in das Wehrmacht-Feldgefängnis (Abteilung III) verlegt, wo er bis zum 14. Januar 1946 einsaß.
Seine Führung wurde mit „sehr gut“, sein Arbeitsverhalten mit „vorbildlich“ beurteilt, als er am 14. Januar 1946 nach Kiel in das zivile Strafgefängnis überstellt wurde. Am 28. März 1946 verfügte der Oberstaatsanwalt beim Landgericht Kiel die sofortige Entlassung Eckels’, nachdem er am 12. März einen Antrag auf Strafaussetzung bei der britischen Militärverwaltung gestellt hatte.
Anfang 1947 bemühte sich Eckels beim Landgericht Verden um ein Aufhebungsurteil.  Hierzu beantragte der in Hannover ansässige Rechtsanwalt Max Streckewald, Eckels’ Onkel, ein Wiederaufnahmeverfahren, das von der Strafkammer zunächst als unzulässig verworfen wurde. Gegen diese Entscheidung legte Streckewald Beschwerde ein, der durch die Generalstaatsanwaltschaft in Celle Ende 1947 stattgegeben wurde. Im Rahmen des Verfahrens wurde aufgrund eines ärztlichen Gutachtens die Schuldunfähigkeit zum Zeitpunkt der Taten wegen der erlittenen Kriegsverletzungen festgestellt.

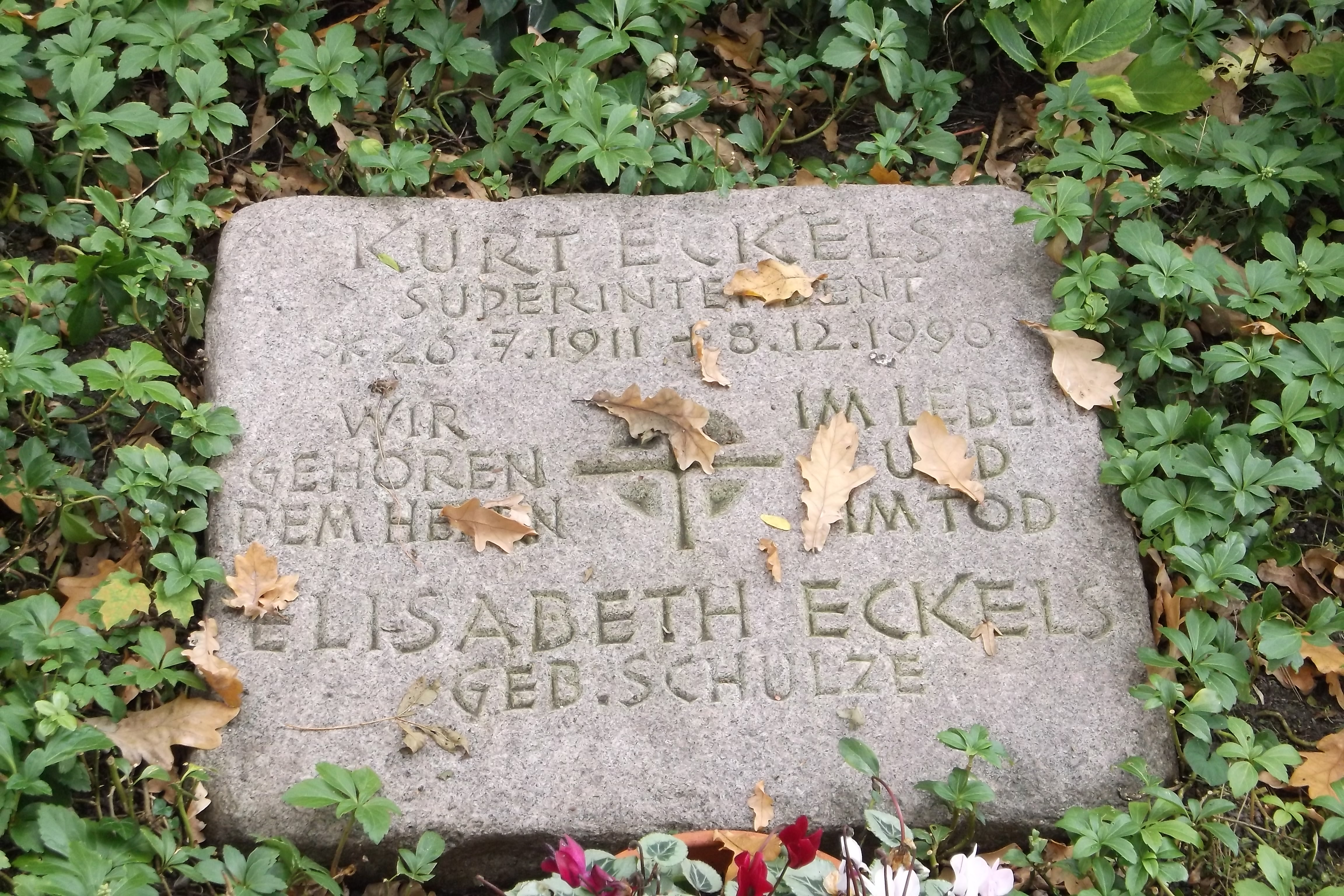
Grabstelle in Celle-Neuenhäusen

Eckels wurde nach dem Verdener Urteil wieder in den kirchlichen Dienst übernommen, seine erste Stelle nach der Rehabilitation erhielt er als beauftragter Pastor bei den „Rotenburger Anstalten der Inneren Mission“ (heute: Rotenburger Werke der Inneren Mission e.V.) in Rotenburg (Wümme). Hier lernte er auch die Tochter des damaligen Bremervörder Superintendenten Johannes Schulze, Elisabeth, kennen, die in den Anstalten den Beruf der Krankenschwester erlernte.
Ab dem 1. Mai 1949 war er Pastor in Wilhelmsburg-Reiherstieg.
Am 30. Januar 1951 heiratete er Elisabeth Schulze in der Kirche des Friederikenstifts in Hannover, und am 16. Mai 1954 nahm er seinen Dienst in der St.-Marienkirche in Osnabrück auf.
Am 16. Mai 1964 wurde er Superintendent des evangelisch-lutherischen Kirchenkreises Grafschaft Schaumburg und bekam eine Pfarrstelle an St. Nikolai in Rinteln. Dieser Gemeinde stand er bis zu seiner Ruhestandsversetzung am 1. August 1976 vor. Er zog mit seiner Frau ins Stammhaus ihrer Familie nach Celle. Dort starb er nach längerer Krankheit am 8. Dezember 1990 und wurde auf dem Neuenhäuser Friedhof beigesetzt.

## Posthum bekannt gewordener Missbrauchsfall
Im Sommer 2015 wandte sich ein Mann an die hannoversche Landeskirche und erklärte, er sei 1965 als Konfirmand in Rinteln von Superintendent Eckels durch einen körperlichen Übergriff sexuell missbraucht worden. Die hannoversche Landeskirche erklärte, damit sei „erstmals seit 1945 in der hannoverschen Landeskirche ein leitender Theologe in den Verdacht des sexuellen Missbrauchs geraten.“ Der Kirchenkreis versandte in der Folge rund 300 Briefe an Männer und Frauen, die zwischen 1965 und 1976 in Rinteln konfirmiert worden waren. Die Empfänger wurden gebeten, sich zu melden, falls sie Ähnliches erlebt hatten, da der Verdacht bestehe, „dass der verantwortliche Geistliche auch andere Schutzbefohlene sexuell missbraucht oder zu missbrauchen versucht“ habe. Dabei ergaben sich keine Hinweise auf weitere Opfer. Im Ergebnis hatte die Kirche jedoch keinen Grund, an den Vorwürfen zu zweifeln.